# Estação Chacaíto
A Estação Chacaíto é uma das estações do Metrô de Caracas, situada entre os municípios de Chacao e de Libertador, entre a Estação Sabana Grande e a Estação Chacao. Administrada pela C. A. Metro de Caracas, faz parte da Linha 1.
Foi inaugurada em 27 de março de 1983. Localiza-se na Avenida Principal del Bosque. Atende as paróquias de Chacao e de El Recreo.